# Vi seiler
Vi seiler är en norsk svartvit dokumentärfilm från 1948 i regi av Toralf Sandø. Filmen skildrar en seglats med Oslo sjömansskolas skepp Christian Radich sommaren 1947.